# ساز چمن (فیلم)
ساز چمن (به انگلیسی: Grass Harp) یک سینمایی کمدی-درام آمریکایی محصول سال ۱۹۹۵ میلادی که بر اساس رمان ترومن کاپوتی نوشته شده‌است و فیلمنامه نهایی فیلم توسط استرلینگ سیلیفنت به‌نگارش درآمده است. فیلم به کارگردانی چارلز ماتائو می‌باشد. بازیگران اصلی این فیلم پایپر لوری، سیسی اسپیسک، والتر ماتائو، جک لمون، ادوارد فرلانگ و نل کارتر هستند. پایپر لوری به دلیل بازی در این فیلم برنده جایزه بهترین بازیگر نقش مکمل زن از انجمن منتقدین فیلم جنوب شرقی شد.
داستان این فیلم در یک شهر کوچک در سال ۱۹۴۰ در آلاباما قرار دارد.